# Жарик (станція)
Жарик — станція Карагандинської дирекції Казахстанської залізниці. Залізничний вузол. Розташована в селищі Сакена Сейфулліна (кол. Жарик) Шетського району Карагандинської області.
Від станції відходять лінії:
- на Караганду (121 км);
- на Мойинти (215 км);
- на Жезказган (418 км).

Станція відкрита в 1939 році.
| Казахстан | Це незавершена стаття з географії Казахстану. Ви можете допомогти проєкту, виправивши або дописавши її. |